# Thomas Burberry
Thomas Burberry (Brockham, 27 de agosto de 1835–Hook, 4 de abril de 1926) fue un empresario e inventor inglés, fundador de la casa de moda Burberry, especializada en sus inicios en la ropa de caballero y que con el paso del tiempo logró convertirse en una de las mayores empresas textiles de Gran Bretaña, e inventor del tejido conocido como gabardina para su utilización en la fabricación de la prenda homónima.

## Primeros años
Nacido en Brockham, cerca de la ciudad de Dorking en el condado inglés de Surrey el 27 de agosto de 1835, se educó en la escuela Brockham Green Village. Burberry fue aprendiz en una tienda de ropa local y en 1856 fundó su propio negocio, una tienda en Basingstoke, que por esos años era un pequeño pueblo con una población de apenas 4500 personas. Aunque en un principio sus diseños se inspiraron en la ropa cotidiana que utilizaba la clase obrera, más tarde empezó a experimentar con nuevo materiales y ropa destinada para actividades al aire libre como la pesca o la caza.
Su principal interés fue desarrollar prendas impermeables, entre otros productos. Para lograrlo, trabajó junto a fabricantes de algodón británicos en su objetivo por desarrollar textiles resistentes al clima que atrajeran la atención de los habitantes rurales y la clase media urbana.

## Carrera profesional
El desarrollo y venta de ropa deportiva impermeable resultó en un gran éxito para Burberry y su negocio se empezó a expandir con rapidez. Según el censo, Burberry ya empleaba a más de 70 personas en 1871. En 1878, construyó una fábrica más grande tanto para la venta al por mayor como para la fabricación de ropa prêt-à-porter, con más de 200 trabajadores en 1881.
Burberry reconoció la necesidad de publicitar su negocio y se aseguró que personalidades de la época como Lord Kitchener y Lord Baden-Powell usaran sus impermeables. Gracias a estos medios, entre otros, logró expandir su negocio de ropa hasta convertirlo en uno de los más grandes del Reino Unido.
En 1879, Burberry inventó el tejido conocido como gabardina, una tela resistente, de tejido apretado y resistente al agua hecha de algodón egipcio mediante un proceso innovador. El nuevo tejido tuvo críticas positivas en la International Health Exhibition celebrada en el barrio londinense de South Kensington y fue patentada en 1888. Este descubrimiento llevó a Burberry a convertirse en un hombre con reconocimiento en todo el mundo. Apareció en el número de la revista especializada Men's Wear en junio de 1904, donde se describía como su nueva tela «era resistente a los vientos fríos y calientes, las lluvias y las espinas, y sería un abrigo impermeable ideal». Con el éxito de la gabardina, Burberry pudo expandir su negocio a las clases altas de la mano de su hijo Arthur, que comenzó a recibir pedidos de las élites en el Jermyn Street Hotel y que finalizó con la apertura de la tienda insignia de Burberry en el número 30 de la calle Haymarket de Londres. En 1891, se convirtió en una tienda de venta al público con populares piezas como la Walking Burberry.
La tela de gabardina de Burberry no solo fue utilizada por las élites, sino también por los exploradores. En 1893, el explorador polar noruego y ganador del Premio Nobel de la Paz, Fridtjof Nansen, se convirtió en el primer explorador en utilizar gabardina en su viaje al círculo polar ártico. El explorador británico Ernest Shackleton usó una gabardina Burberry en un total de tres expediciones a principios del siglo XX, incluida la famosa Expedición Imperial Transantártica.

### La gabardina
En 1900, la Oficina de Guerra británica pidió a Burberry que diseñara un abrigo que reemplazase a los pesados abrigos militares que utilizaba el ejército. Esta petición sirvió a Burberry para crear su célebre gabardina confeccionada con el tejido homónimo que él mismo había inventado: «una gabardina de algodón ligero con un yugo posterior profundo, hombreras, correas en el puño con hebillas, una solapa abotonada en el hombro, bolsillos de tormenta y anillas metálicas en forma de D para el enganche de equipo militar». La nueva gabardina, que combinaba las características de una prenda impermeable y el abrigo militar reglamentario, se convirtió en una prenda básica para los oficiales del ejército británico de la Primera Guerra Mundial y pronto su uso se extendió a la vida civil corriente.
La gabardina, decorada en su interior desde la década de 1920 con el también célebre patrón tartán rojo, negro y camel, se convirtió en el elemento principal del «estilo Burberry», especialmente tras el final de la Segunda Guerra Mundial y su uso por Humprey Bogart en Casablanca y Audrey Hepburn en Breakfast at Tiffany's contribuyeron a su fama como icono de la moda occidental en todo el mundo.

## Jubilación y muerte
Burberry se retiró a su residencia de Abbot's Court, cerca de la ciudad inglesa de Weymouth, en 1917. Su nuevo tiempo libre lo empleó en concentrarse en sus fuertes creencias religiosas y humanitarias. Abstemio, hizo campaña contra el tabaquismo y se centró en mantener una vida sana, influenciado por su larga carrera en la confección de ropa para soldados y deportistas. Como baptista convencido, le gustaba celebrar reuniones para orar todas las mañanas.
Después de presenciar como su empresa familiar había crecido de ser una pequeña tienda a una gran empresa cotizada en bolsa desde 1920, Thomas Burberry murió en paz en su casa de Hook, cerca de Basingstoke, en 1926, a los 90 años de edad y por causas que no trascendieron.
La empresa que fundó, Burberry, se convirtió con el paso de las décadas en una de las principales empresas textiles del país y una de las firmas de moda más célebres e influyentes del mundo, símbolo de la estética de lujo británica.

## Vida privada
Se casó en dos ocasiones, primero con Catherine Hannah Newman y en segundas nupcias con Mary Marshall. De su primer matrimonio nacieron dos hijos varones y cuatro hijas.